# هربر لو پوریه
هربر لو پوریه (به فرانسوی: Herbert Le Porrier) نویسنده معاصر فرانسوی بود.

## زندگی‌نامه
لو پوریه در ۳۰ مارس ۱۹۱۳ در چرنیوتسی در رومانی (اکنون جزئی از اوکراین) به دنیا آمد و پس از پایان تحصیل در رشتهٔ پزشکی دانشگاه پاریس به ادبیات روی آورد و در کار نوشتن از تجربیات پزشکی‌اش بهرهٔ فراوان گرفت. نخستین رمان او «کرچ» نام داشت و پس از آن چندین نمایشنامه و رمان دیگر نوشت. به سال ۱۹۵۲ جایزهٔ پوپولیس به خاطر رمان دیگرش «ژولیت در گذرگاه» به وی اعطا شد. به سال ۱۹۵۵ «خزه» را منتشر کرد که رمان خوانان ایرانی، این اثر را با ترجمهٔ درخشان جاودان یاد احمد شاملو می‌شناسند. هربرت لو پوریه در سال ۱۹۷۷ در پاریس درگذشت

## جوایز
- (Prix du roman populiste (1951
- (Prix des libraires (1975
- (Prix de la Société des gens de Lettres (1977

## کتابشناسی
- خزه (ترجمه احمد شاملو)
- کرچ
- ژولیت در گذرگاه